# Jim Stallings
Jim Stallings, geboren als James Michael Stallings, artiestennaam J.J. Light, (New Mexico), is een Amerikaanse rockzanger en bassist.

## Carrière
Stallings is afkomstig van de indianenstam der Navajo en woonde sinds het begin van de jaren 1960 in Los Angeles. Tijdens de vroege jaren 1960 had hij als Jimmy Stallings singleplaten opgenomen in doowop-stijl, zoals Dreamin' in School. Vanaf 1969, vermoedelijk voor de eerste keer op de single Dynamite Woman of zoals bij tijden werd beweerd al op de lp Mendocino. Tot de ontbinding in 1972 was Stallings bassist bij het Sir Douglas Quintet en tijdens het kortstondige uittreden van Doug Sahm in de formatie The Quintet. Stallings was ook bassist in de band Truth, die in 1968 de psychedelische single Prognosis Stegnosis/Momentarily Gone uitbracht.
Op een zekere dag tijdens de jaren 1960 raakte hij bevriend met Bob Markley, initiatiefnemer en songwriter van The West Coast Pop Art Experimental Band en samen met hem begon Stallings in 1968 een soloproject, waarvoor hij zich de artiestennaam J.J. Light toe-eigende. Aan de opnamen van zijn eerste door Markley geproduceerde album waren Jim Gordon (drums), Early Palmer (drums), Joe Osbourne (bas), Larry Knechtel (keyboard, piano) en de leadgitaristen Ron Morgan (ook van de West Coast Pop Art Experimental Band) en Gary Rowles betrokken. Alle nummers kwamen uit de pen van Stallings met Markley als co-auteur.
Zijn indiaanse roots traden muzikaal niet zo sterk op de voorgrond als bijvoorbeeld bij de band Redbone, alhoewel toen enkele nummers (Heya, Na-Ru-Ka, Indian Disneyland) en tekstpassages daarop duidden. Veeleer zijn de songs het beste te beschrijven als psychedelische folkrock. In de albumnotities op de achterkant van de albumcover werd als invloed de vroege Bob Dylan genoemd. Zo nu en dan had men ook de indruk, vroege opnamen te horen van Tjinder Singhs latere band Cornershop (Na-Ru-Ka, Hello, Hello, Hello). De zeer persoonlijke songs behandelen de moeilijke jeugd van een uit kleine relaties stammende Navajo en zijn vroege verhuizing naar Los Angeles.
Vreemd genoeg werd het album Heya! in Stallings geboorteland niet gepubliceerd, ofschoon hij bij het label Liberty Records een platencontract had. In verschillende Europese landen, Zuid-Amerika, Nieuw-Zeeland en Japan verkocht het album en vooral de aan het eind van 1969 verschenen gelijknamige single verrassend goed. In West-Europa was Heya!, dat in Duitsland bekend werd als coverversie van de Duitse rockband Geronimo, zijn enige hit. J.J. Light kwam met zijn origineel in december 1969 binnen in de Duitse single-hitparade en bereikte in de hitlijst in februari 1970 een hoogste notering met een 12e plaats voor een periode van 12 weken. Geronimo bereikte een 13e plaats voor eveneens 12 weken. Daarnaast was er ook een door Giorgio Moroder geproduceerde versie met Adriano Celentano met een Duitse tekst van Michael Holm. De in 1970 verschenen daaropvolgende singles Na-Ru-Ka en Kent State konden zich niet plaatsen in de hitlijst.
Voor de eerste keer op cd en in de Verenigde Staten was het album bij het label CD Baby in 2003 verkrijgbaar, echter onder de naam Jimmy Stallings. Een nieuwere cd-publicatie kwam in december 2007 uit bij Sunbeam Records. Deze bevatte bijkomend 11 bonusnummers, bestaande uit digitaal bijgewerkte opnamen (1969) van een nooit uitgebrachte lp, inclusief de al genoemde single, die hier Kent State Massacre heet en de oorspronkelijke Britse singleversie van Heya! met vocal-overdubs in het refrein.
Op het in 1995 verschenen album Dream Song van de Little Wolf Band, een project van de Indiaanse muziekproducent en Grammy Award-prijswinnaar Jim Wilson, was Jim Stallings als bassist betrokken. Stallings woont tegenwoordig in Albuquerque en is nog steeds als muzikant actief.

## Discografie

### Singles
Als J. J. Light
- 1969: Heya / On the Road Now – Liberty Records
- 1970: Na-Ru-Ka / Follow Me Girl – Liberty Records
- 1970: Kent State / Gallup, New Mexico – Liberty Records
- 1976: Baby Let’s Go to Mexico / It’s a Sunshine Day – PBR

met Truth
- 1968: P.S. (Prognosis Stegnosis) / Momentarily Gone – Warner Bros Records

### Lp's / cd's

#### als J. J. Light
- 1969: Heya! – Liberty Records
- 2007/2008: Heya! – Sunbeam

Het Self-Publishing-label CD Baby publiceerde in 2003 de titels van het oorspronkelijke album Heya onder de naam Jimmy Stallings, maar ook een serie andere, extreem zeldzame lp's van Stallings, bijvoorbeeld Midnight Love Affair.

#### met Sir Douglas Quintet / The Quintet
- 1970: Together after Five – Smash Records
- 1970: Future Tense – United Artists Records
- 1971: The Return of Doug Saldaña – Phillips
- 1973: Rough Edges – Mercury Records